# Talk (revista)
Talk foi uma revista norte-americana publicada de 1999 a 2002, criada pela jornalista e editora de revistas britânica, Tina Brown.